# Lasse Vigen Christensen
Lasse Vigen Christensen, född 15 augusti 1994, är en dansk fotbollsspelare som sedan sommaren 2021 spelar för belgiska SV Zulte Waregem. Vigen har tidigare spelat för danska Brøndby och engelska Fulham och var med danska U21-landslaget till U21-Europamästerskapet i fotboll i både 2015 och 2017.